# Pellaea tripinnata
Pellaea tripinnata är en kantbräkenväxtart som beskrevs av Bak. Pellaea tripinnata ingår i släktet Pellaea och familjen Pteridaceae. Inga underarter finns listade.